# Skrót perspektywiczny

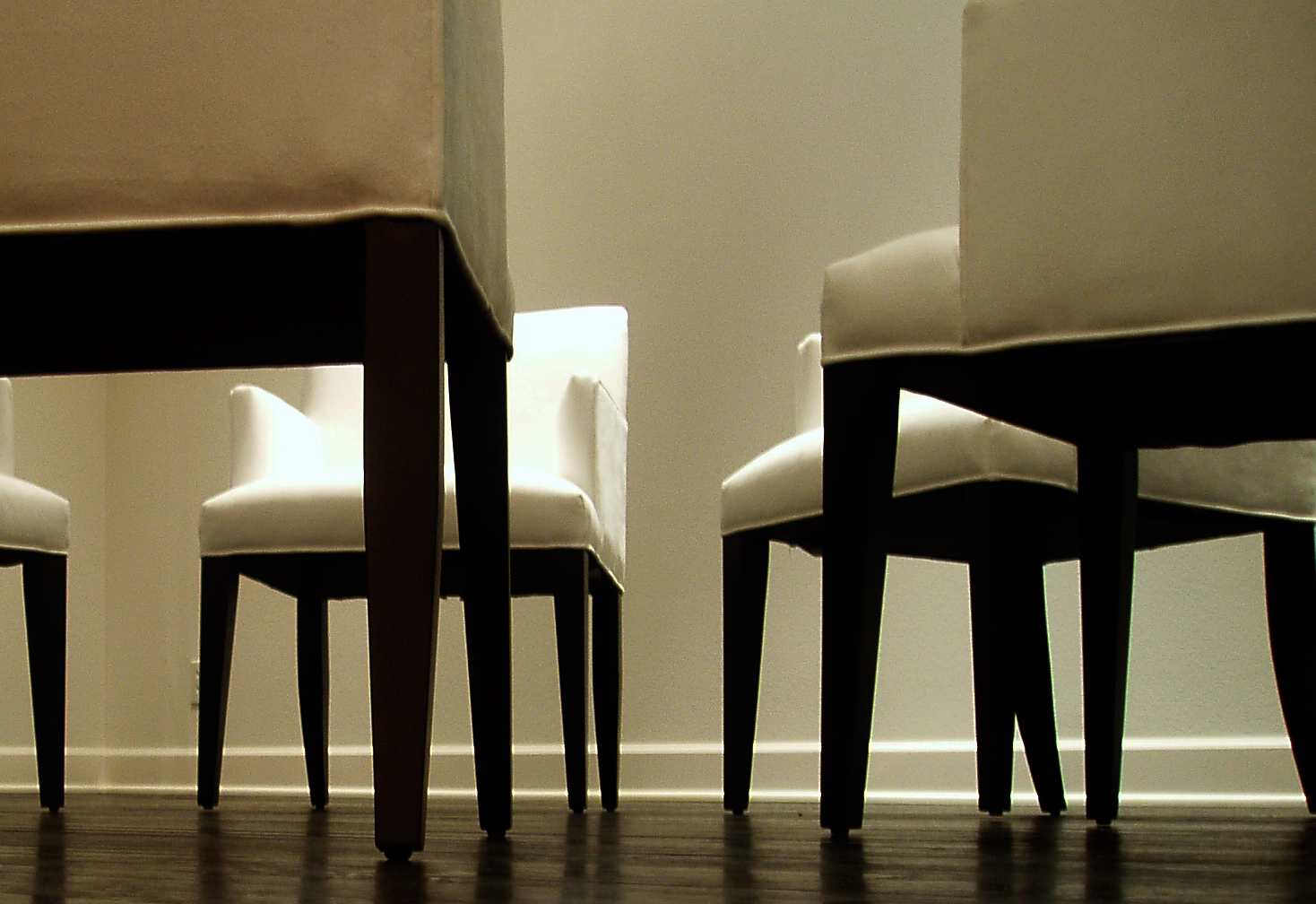
Pozorne skrócenie wszystkich wymiarów foteli z dalszych planów w stosunku do fotela na pierwszym planie

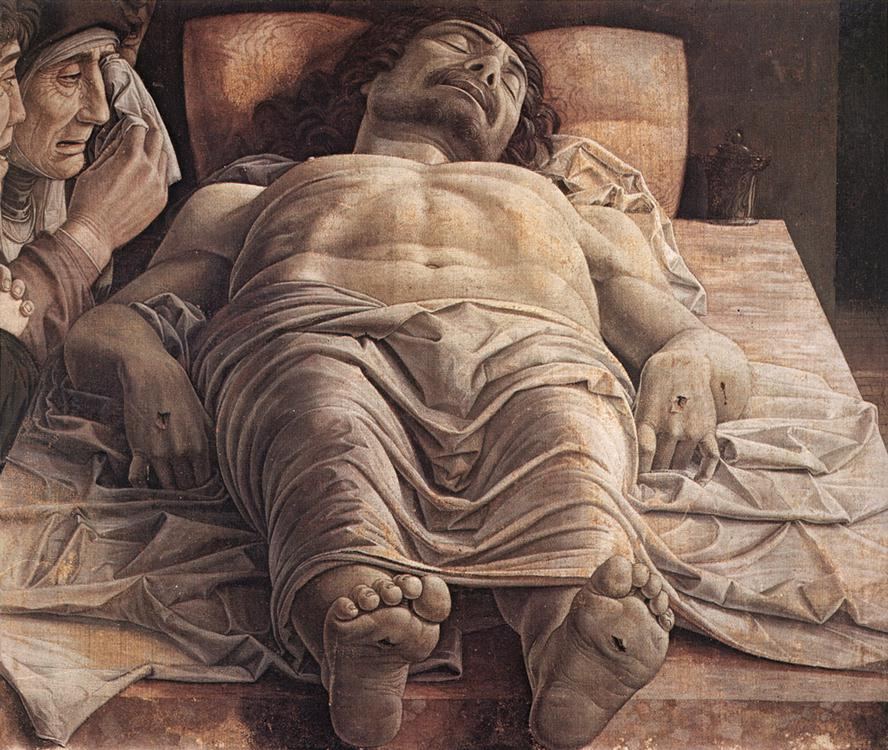
Zastosowanie dużego skrótu perspektywicznego w malarstwie – Zmarły Chrystus, Pinakoteka Brera w Mediolanie

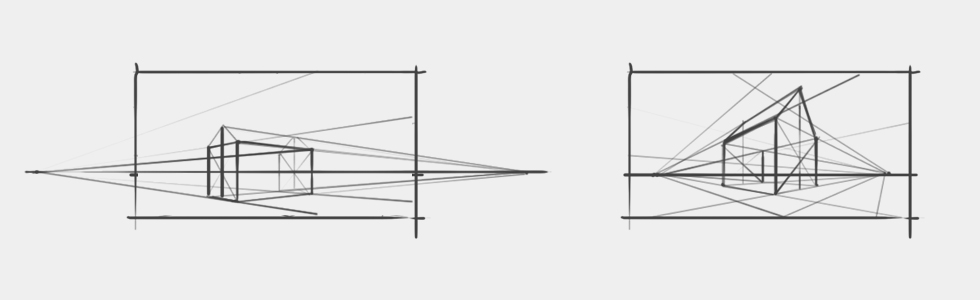
Skrót perspektywiczny - rysunek.[https://kresl.pl/kurs-rysunku-online-kro-003/

Skrót perspektywiczny – efekt wizualny, w którym wielkość rzutu perspektywicznego jest odwrotnie proporcjonalna do odległości obiektu od środka rzutowania. Jest to pozorne zmniejszanie rozmiarów obserwowanego przedmiotu wraz ze zwiększaniem się odległości.